# Erythrodiplax unimaculata
Erythrodiplax unimaculata är en trollsländeart som först beskrevs av den svenske entomologen Charles De Geer 1773.  Erythrodiplax unimaculata ingår i släktet Erythrodiplax och familjen segeltrollsländor. Inga underarter finns listade i Catalogue of Life.